# 幻想グルメ
『幻想グルメ〜健康で文化的な最低限度の異世界生活〜』（げんそうグルメ けんこうでぶんかてきなさいていげんどのいせかいせいかつ）は、天那光汰による日本のライトノベル。原作は「小説家になろう」で2016年から連載され2018年12月中断したオンライン小説であり、未書籍化ながら、ライトノベルとして著者の代表作として認知されている。異世界に転生した主人公と彼に仕えるメイドが、仕事の傍らおいしい物を食べ歩く内容となっている。
小説の書籍化はされていないが、2016年11月から2020年5月までおつじ作画によるコミカライズ版が『幻想グルメ』として『ガンガンONLINE』（スクウェア・エニックス）にて連載された。

## あらすじ
営業移動中に事故死した桂木俊一郎は、魔力を元に発電し、その電力を使う技術が普及した異世界に転移し、第2の人生を歩むことになった。没落した大貴族の若き当主バート・サキュバールに見いだされた俊一郎は、現代ビジネスの技術でアドバイスを行ったところ、サキュイバール家は復興を遂げ、俊一郎は貴族並みの俸給をもらう生活を送るようになる。
そんな俊一郎が身の回りの世話をしてもらうために雇ったのがシルフィン。俊一郎はメイドのシルフィンと共に異世界の珍しい食べ物を堪能する日々を送るのだった。

## 登場人物
シュンイチロー・カツラギ/桂木俊一郎
主人公。元サラリーマンだったが、営業中にスリップ事故死して異世界に移動。移動前に培った知識と経験を元にバートにアイデアを提供。結果としてサキュバール家は再興。自身も急速に裕福になり、屋敷を購入、メイドも雇うことになった。おいしい物のためならば秘境まで行く行動力を持つ。指導者たちの間では「稼がせ屋」と呼ばれている。
シルフィン
俊一郎に雇われ仕えるエルフ（原作版）/銀狼族（マンガ版）のメイド。普段は笑顔も少なくツンケンしていて、以前の勤め先では長続きしなかった。高等学校を出ているのが自慢だが、地方出身のため、レストランやホテルなど豪華な場所に行くと緊張する。高所恐怖症でドラゴンで運ばれる時はいつも気絶している。
料理の腕は確かで、俊一郎やバートにも褒められる。
周囲の女性陣からは俊一郎との仲を応援されているが、俊一郎の天然気味の発言に振り回される一方。
最終盤で俊一郎と結婚し、女児をもうける。
バート・サキュバール
オスーディア王国の4大貴族の1つ、サキュバール家の若き当主。俊一郎の上司兼親友。サキュバール家は貿易に機軸を置いていたため、先の王国とアキタリア皇国との戦争を契機に没落。俊一郎を見出し、そのアイデアを実行することで、急速に権勢を復興させた。
シャロン・エルダニア・ロプス
オスーディア王国の4大貴族の1つ、ロプス家の若き女主人。1つ目で額に一角がある。エルダニアの領主で、ホテル・グランド・シャロンを経営し、ホテル王と呼ばれる。その権勢は王家をも凌ぐ。ロプス家はもともと広大な領地での農業、牧畜業、漁業が主体であったが、魔導機関や魔力発電を導入し、現在ではこちらも大きな財力になっている。
アイジャ・クルーエル
エルダニア出身の魔法使いの女性。大戦十傑と呼ばれる王国と皇国との大戦を王国勝利に導いた10人の1人。オスーディア学院の魔法力学教授。地水火風を操る4大魔法に加え、独自に開発した雷魔法を操り、魔導機関や魔力発電を発明したため、発明王とも呼ばれる。
大酒飲みでもある。
リュカ
リザードマンの女性。19歳。魔法使い。オスーディア学院を首席で卒業したアイジャの弟子。今は、ドラゴンのノブと共に、運び屋をやっている。バートの知り合いで、シャロンとも幼なじみ。
ドラグ・ノーブリュード
竜の巣出身のドラゴンの男性。14歳。リュカの彼氏で一緒に運び屋をやっている。エルダニアまでシュンイチローらを運んだ。
セバスタン
3頭族の男性。両肩にそれぞれヤギの頭がある。ホテル・グランド・シャロンのマネージャー。
セシリア・オスーディア・オスーディエルト
オスーディア王国の第一王女。18歳。自身の誕生祝いの席で、それと知らずに俊一郎、シルフィンと知り合う。後にシルフィンとはさらに交友を深めることに。王家といっても、実勢は4大貴族が握っており、4大貴族が提案してくる内容に承認の印可を与える程度の権力しかない。
終盤近く、正式に王位を継承する。
竜族の長老
空を飛ぶ竜の森に住む（厳密には大けがで身動きが取れなくなっていたところ、自身の背に木々が生え、森となった）。竜の秘宝と呼ばれる水の実をシュンイチローらに食べさせた。
モカ
ホビット族の女性。惑わずの森で森のレストランを経営。
リュート
龍人族の男性の剣闘士。サキュバール家に雇われている。コロッセオでフロストマンモスと闘う。
ウソナ
四腕族の女性の剣闘士。サキュバール家に雇われている。コロッセオでフロストマンモスと闘う。
リック・ルチモンド
クリスタル鉱山のあるグラニクスの領主家の次男。シュンイチローに鉱山運営を相談する。
リュック
アルフ村の村長。村でのサキュバール家の農場・工房開発に賛成する。
アルバート
アルフ村村内会長。シルフィンの父親。村でのサキュバール家の農場・工房開発に賛成する。
リリィ・フランシス
植物栽培家のフランシス家の女性当主。サキュバールの農事顧問となる。
ルビィ・バフィラス
養蜂家のバフィラス家の女性当主。サキュバールと蟲蜜の売買契約を結んでいる。
ジン
アキタリア皇室御用達料理店の男性マスター。オスーディア魔法学院の卒業生。
サリア・キュリオシテ・アキタリア
アキタリア皇国の第3皇女。皇族一の変わり者で親オスーディア派。
ノノ
猫科の獣人族の女性。アキタリアの川で渡し船をやっている。
コガラシ
鳥耳の男性。「山斬り」と呼ばれる。大戦で活躍した十傑の1人。長大な（5メートルほど）の剣を振るうが、自身では魔法を使っているわけではない。サキュバールの用心棒を務めた。
ルリィ
俊一郎とシルフィンの間にできた少女。3歳児にしてグルメ批評が達者。

## 異世界
魔法を電力として利用。街灯、鉄道、通信機などが急速に発達している。

### オスーディア王国
シュンイチローらが居住している王国。魔法の研究が盛んで魔法王国と呼ばれる。かつて隣国アキタリア皇国と7年間に渡って戦争し、オスーディア大戦と呼ばれた。現在は講和中。
王都オスーディア
シュンイチローらが住むオスーディア王国の首都。魔導鉄道の始発駅やオスーディア学院がある。
ニルス
エルダニア領内の港町。アキタリア皇国への玄関口。魔導鉄道の駅がある。名産はジュエルロブスター。
エルダニア
オスーディア第2の都市。ロプス家の領都。名物はスイートレントのパンケーキ、乳製品。
惑わずの森
広大な面積の森ではあるが、踏み入れたものは迷うことなく短時間で森を抜けることができるため「惑わずの森」の異名を持つ。
ホビット族の住む森。モカの経営する森のレストランがある。
グラニクス
ルッチモンド家の領地。クリスタル鉱山がある。
アルフ村
王国北部アルカディア地方にある村。シルフィンの故郷。魔導鉄道の最寄り駅からも距離があり、このままではジリ貧になることが明らかであったため、サキュバール家の提案を2つ返事で飲み、新規の名産品の栽培と加工に乗り出す。
リューオウ家
オスーディア王国の4大貴族の1つにして筆頭。金融業を生業としており、2位のロプス家とは桁違いの権勢を持っているとも言われる。俊一郎とは直接の関りが無いため、バードやシャロンの口から語られるのみ。
ライトロード
サキュバール家が新規に開発した酒。瓶から器に注ぐと液が発光する。
俊一郎が伝えたアイスワインの製造法を元に、蛍木の光玉から醸造された酒。蛍木の育成に適している土地ということで、俊一郎はアルフ村に赴き、栽培地、生産地として交渉することになる。

### アキタリア皇国
オスーディアの隣国。精霊大国と呼ばれる。果実酒や蟲蜜、蛍木の光玉など、貴重な食べ物を産出する。
バフィラス
アキタリア内陸にある地方。蟲蜜が特産。土地神は熊。
蛍木（ほたるぎ）
皇室が専有する植物。その実「蛍木の光玉」は発光し、大変美味である。専有をよしとしないサリアが密かにサキュバール家などに苗や種を横流ししている。

### その他
竜の巣
オスーディアとアキタリアの間にある、ドラゴンの住むエリア。両国の緩衝地となっている。
竜の森
竜族の長老が住む。空を飛ぶ島。

## 既刊一覧

### 漫画
- 天那光汰（原作）・おつじ（作画） 『幻想グルメ』 スクウェア・エニックス〈ガンガンコミックスONLINE〉、全7巻
  1. 2017年6月24日発売[2]、ISBN 978-4-7575-5381-1
  2. 2017年12月22日発売[3]、ISBN 978-4-7575-5524-2
  3. 2018年7月25日発売[4]、ISBN 978-4-7575-5766-6
  4. 2018年12月21日発売[5]、ISBN 978-4-7575-5950-9
  5. 2019年6月12日発売[6]、ISBN 978-4-7575-6156-4
  6. 2019年12月12日発売[7]、ISBN 978-4-7575-6416-9
  7. 2020年6月12日発売[8]、ISBN 978-4-7575-6682-8